# Biquéris
Biquéris (em egípcio: b3-k3-rˁ) é o nome helenizado de um antigo faraó egípcio, que pode ter governado durante a IV dinastia (período do Império Antigo) por volta de 2 570 a.C.. Quase nada se sabe sobre este governante e alguns egiptólogos acreditam que ele seja fictício.

## Enterro

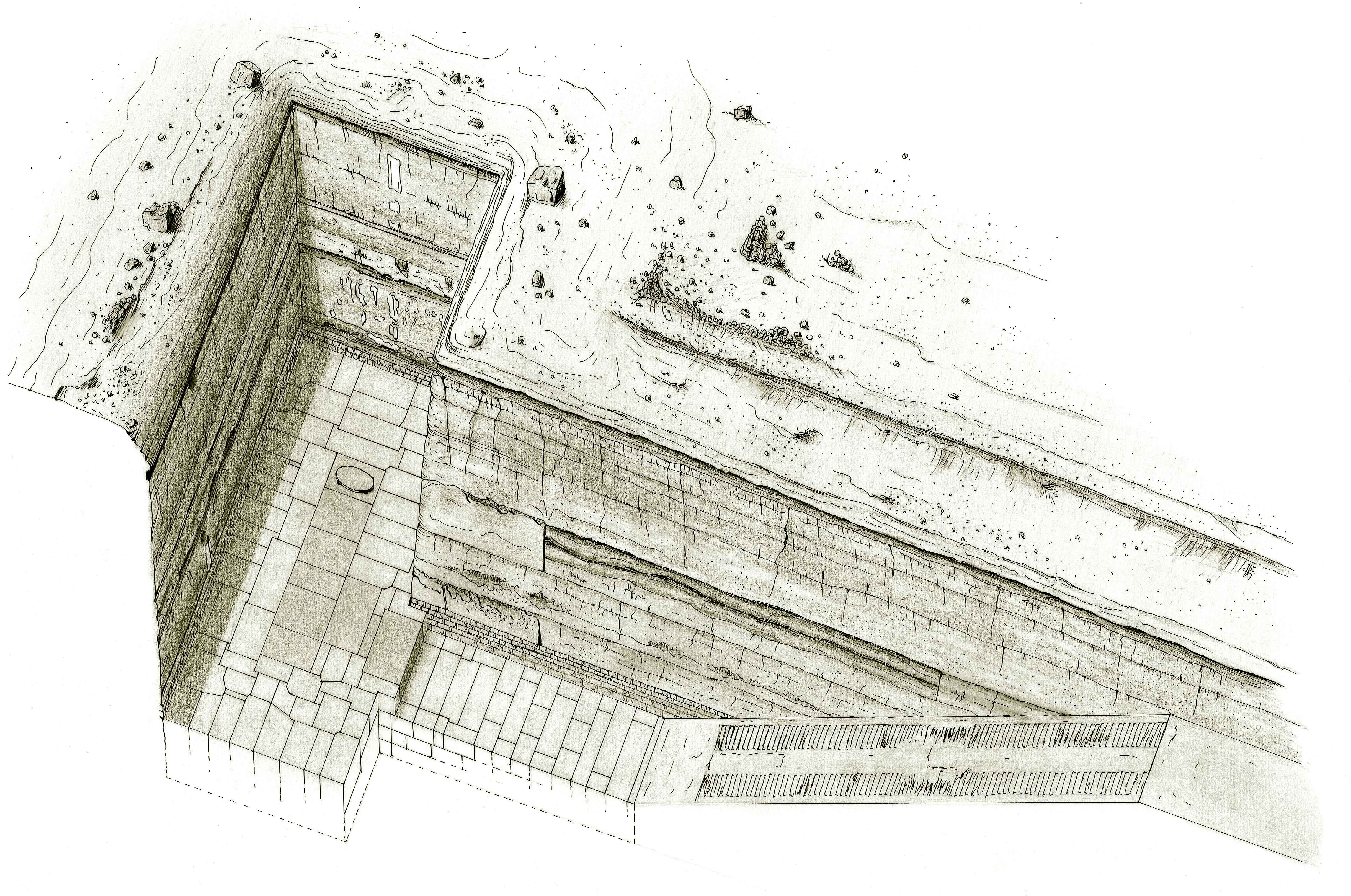
Tumba da pirâmide incompleta de Zauiate Ariane

## Identidade